# Pheugopedius eisenmanni
El cucarachero inca (Pheugopedius eisenmanni) es una especie de ave paseriforme de la familia Troglodytidae endémica de Perú.

## Distribución y hábitat
Se encuentra únicamente en las montañas del sur de Perú. Su hábitat natural son los bosques húmedos tropicales de montaña.